# Juan de la Cueva
Juan de la Cueva (Juan de la Cueva de Garoza, ur. 23 października 1543 w Sewilli, zm. 1612 w Grenadzie) – hiszpański prozaik, poeta i prozaik. O jego życiu prywatnym niewiele wiadomo. Urodził się w Sewilli. Tam też zmarł. Był pierwszym autorem, który odszedł od wyłącznego wykorzystywania motywów antycznych i zaczął się odwoływać do rodzimej historii. Uważany jest za najważniejszego prekursora Lopego de Vega. Swoje sztuki opublikował, co było wyjątkowe, dzięki czemu stanowią one interesujący dokument wczesnego rozwoju dramaturgii hiszpańskiej. Wydał tom Primera parte de las comedias y tragedias (1583). Znalazły się w nim sztuki Tragedia de Ayax Telamón i Tragedia de la muerte de Virginia, oparte na wątkach starożytnych. Do średniowiecznych legend nawiązał w dramatach Tragedia de los siete infantes de Lara (1588) i La muerte del rey don Sancho (1588). Opublikował też sztuki El saco de Roma y muerte de Borbón i El infamador (1581). Poeta napisał też epos oktawą Conquista de la Bética (1603). Oprócz tego wydał wierszowany traktat Ejemplar poético.